# NGC 1338
NGC 1338 (другие обозначения — MCG -2-9-44, IRAS03265-1219, PGC 12956) — спиральная галактика (Sb) в созвездии Эридан.
Этот объект входит в число перечисленных в оригинальной редакции «Нового общего каталога».
В диске галактики наблюдается сильный нетипичный излом с одной стороны
По данным с телескопа IRAS в галактике наблюдается интенсивное инфракрасное излучение на длинах волн от 60 до 25 мкм. Это указывает на вероятное наличие в галактики активного ядра